# Century City

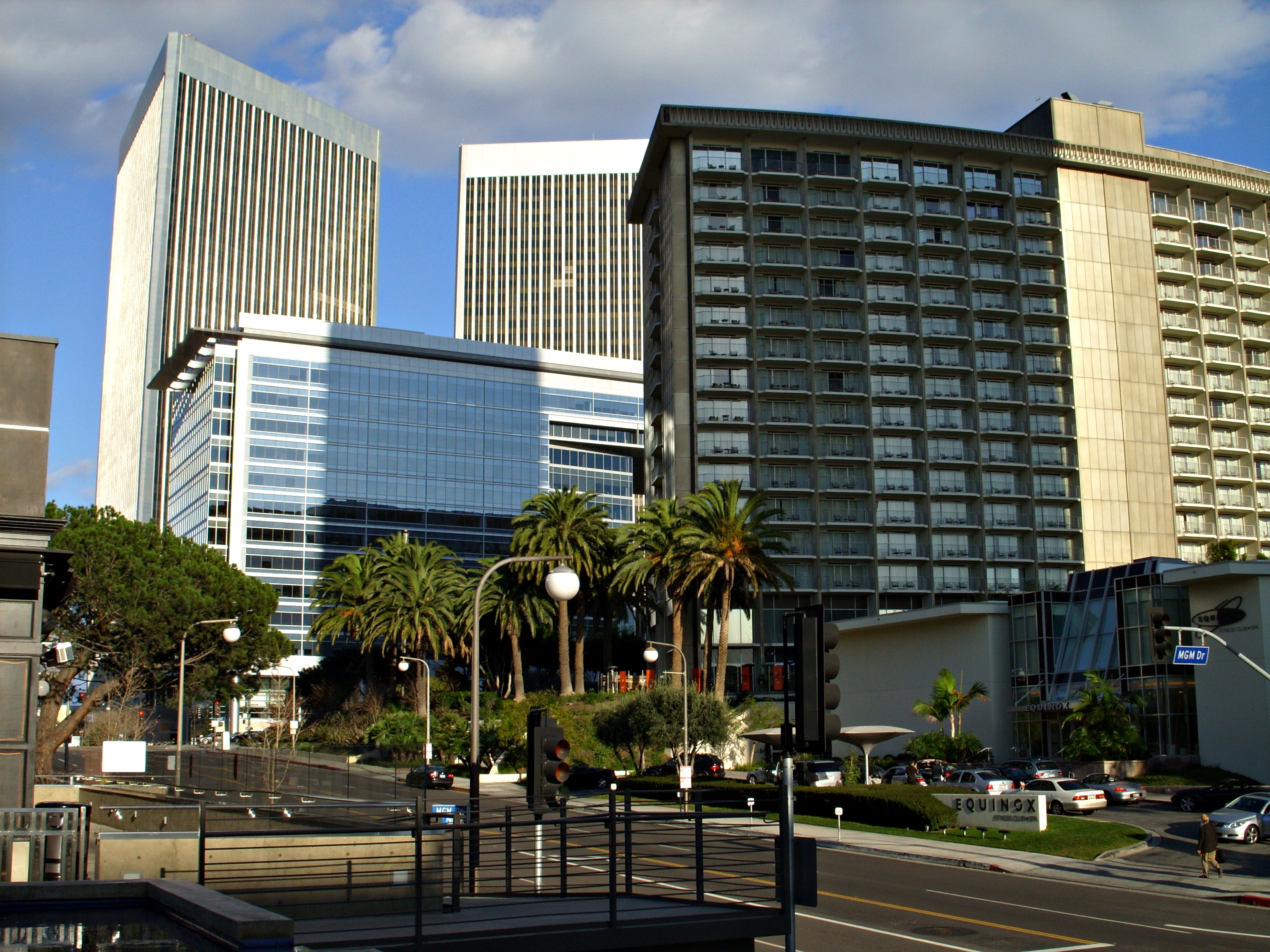
Century City

Century City è un quartiere residenziale e commerciale che si trova nella Westside della città di Los Angeles in California.
Confina a nord-est con Beverly Hills, a sud-est ed a sud con il quartiere di Cheviot Hills, a sud-ovest e ad ovest con West Los Angeles ed a nord-ovest con Westwood.
Il distretto, che copre una superficie di 712.000 m2, fu edificato sulle proprietà che la 20th Century Fox utilizzava per la realizzazione dei propri film. 
Il primo edificio venne inaugurato nel 1963. 
Sono presenti due scuole private e nessuna pubblica. Importanti per l'economia del quartiere sono lo shopping center, le business tower e gli studi della Fox.
I 5.900 residenti sono composti da un grande percentuale di bianchi, di elevata età, con un reddito elevato ed un'istruzione di grado elevato rispetto al resto della città.

## Storia
Il terreno su cui sorge Century City apparteneva a Tom Mix (1880-1940), cowboy attore che lo utilizzava come ranch.
Divenne successivamente uno dei Backlot della 20th Century Fox, casa cinematografica che ancora oggi ha i suoi quartieri generali poco a sud-ovest.
Nel 1956 Spyros Skouras (1893-1971) l'allora presidente della 20th Century Fox ed il nipote acquisito Edmond Herrscher decisero di riutilizzare il terreno per lo sviluppo immobiliare. L'anno seguente commissionarono alla Welton Becket Associates un piano per lo sviluppo dell'area.
Nel 1961 la Fox subì una serie di costosi fiaschi culminati con lo sforzo finanziario dovuto alla costosa produzione del film Cleopatra. A causa di ciò la Fox vendette 180 acri di terreno (0,73 km2) all'imprenditore edile William Zeckendorf ed alla Aluminum Co. of America (conosciuta anche come Alcoa) per una cifra di 300 milioni di dollari.
Herrscher incoraggiò lo zio ad investire il denaro appena incamerato ma Skouras rifiutò uscendo così dal settore.
I nuovi proprietari del terreno immaginarono Century City come "una città dentro alla città".
Nel 1963 il primo edificio, il Gateway West Building venne completato. L'anno seguente l'architetto statunitense Minoru Yamasaki progettò l'Hyatt Regency Century Plaza.
Cinque anni dopo, nel 1969, gli architetti Anthony J. Lumsden e César Pelli progettarono il Century City Medical Plaza. 
Parti dello shopping center, il Westfield Century City, si possono osservare nelle sequenze del film del 1967 della Fix Una guida per l'uomo sposato oppure in Caprice - La cenere che scotta dello stesso anno.
La Century City Plaza appare in varie scene del film della Fox del 1972, 1999 - Conquista della Terra.